# Estelas de Cabeza del Buey
Las estelas de guerrero de Cabeza del Buey (de la I a la IV) son una serie de estelas encontradas desde 1940 por José Antonio del Río, Martínez de la Mata y otros cerca de Cabeza del Buey, en la provincia de Badajoz (Extremadura), en España. Sus tallas son temáticamente muy similares a las de la estela de Solana de Cabañas y datan de la Edad del Bronce.

## Cabeza del Buey I
La estela 1 tiene 112 cm de alto, 85 cm de ancho y 19 cm de espesor. Es más ancha en la parte inferior, pero está rota y falta parte del grabado. El bloque de piedra caliza gris pizarra se alisó después de decorar la superficie. La estela es de propiedad privada y está en Cabeza del Buey.
Lugar del hallazgo: 38°48′50″N 1°0′33″O / 38.81389, -1.00917

### Grabados
La figura humana, que no tiene aspecto guerrero, está incompleta porque está en la parte inferior del borde del roto. La cabeza se cubre con una especie de casco o tocado. Los puntos a ambos lados del cuello podrían representar collares o aretes. Las manos que yacen sobre el cuerpo tienen solo cuatro dedos. La representación muestra en el centro de la composición un escudo con una muesca en V, tres círculos concéntricos y un mango, en la parte superior una lanza, a la izquierda una espada, una fíbula, un casco, un estribo o algo similar y un espejo, y en la parte superior derecha un carro de dos ruedas con ruedas de cuatro radios y dos animales de tiro.

## Cabeza del Buey II

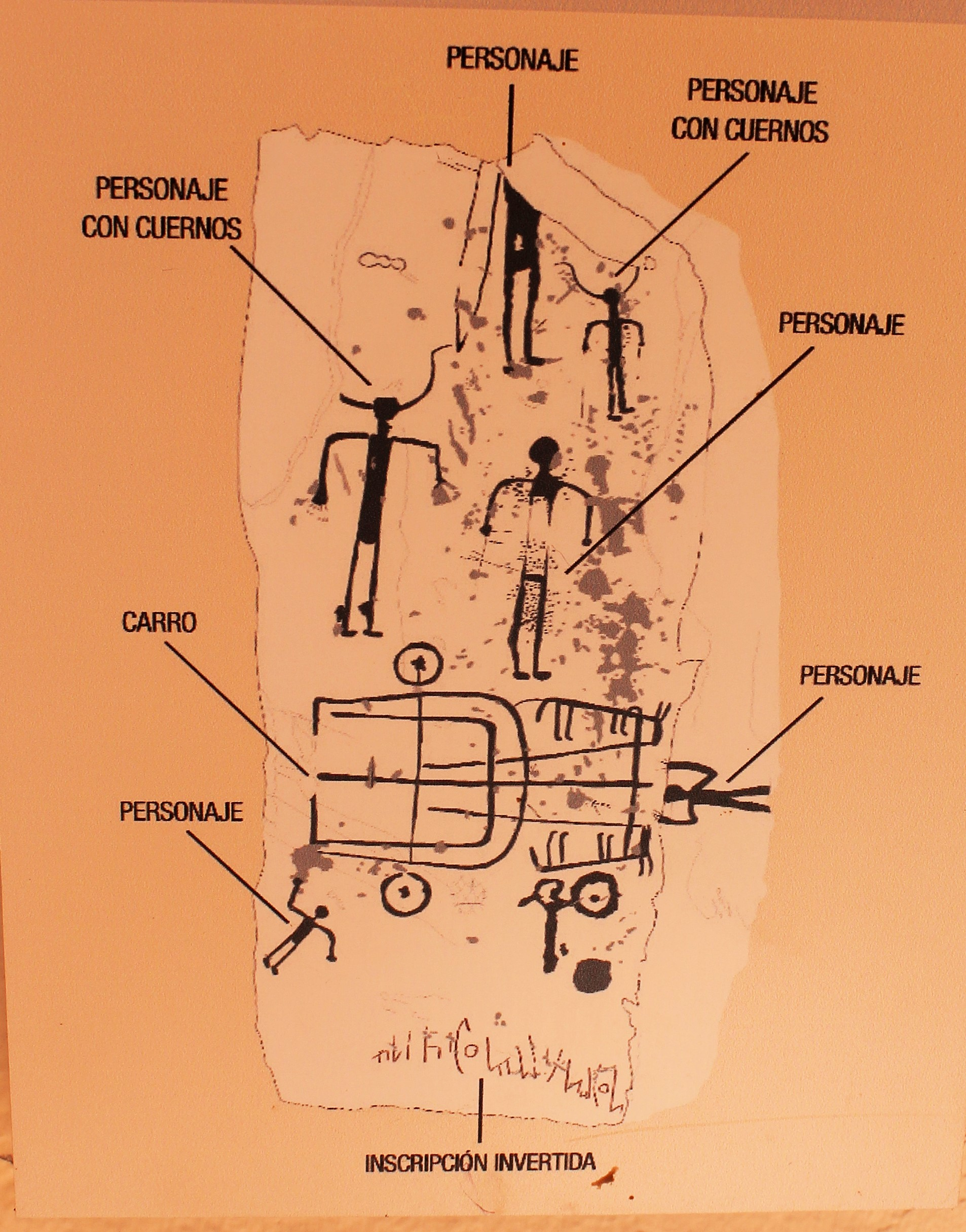
Estela de Cabeza del Buey II

Don Laureano Sánchez Muñoz encontró esta estela en forma de diamante llamada Cabeza del Buey II en La Yuntilla Alta durante un trabajo agrícola cerca de menhires sin decorar. La estela tiene 174 cm de alto, 88 cm de ancho y 24 cm de espesor. La zona inferior sin decoración podría haber estado hincada en el suelo. Está realizada en pizarra o cuarcita y piedra caliza y se encuentra en el Museo arqueológico de Badajoz.
Lugar del hallazgo: 38°51′40″N 5°18′30″O / 38.86111, -5.30833

### Grabados
La figura humana, que parece no ser guerrera, está en la parte superior. La cabeza se cubre con una especie de casco o tocado. La espada está en el cuerpo. En el centro de la composición se muestra un escudo con una muesca en V, tres círculos concéntricos y un mango, una lanza, un peine y un espejo al lado de la figura, así como un carro de dos ruedas con dos animales de tiro en la parte superior derecha y un carro sin terminar que probablemente se agregó más tarde a la izquierda.

## Cabeza del Buey III

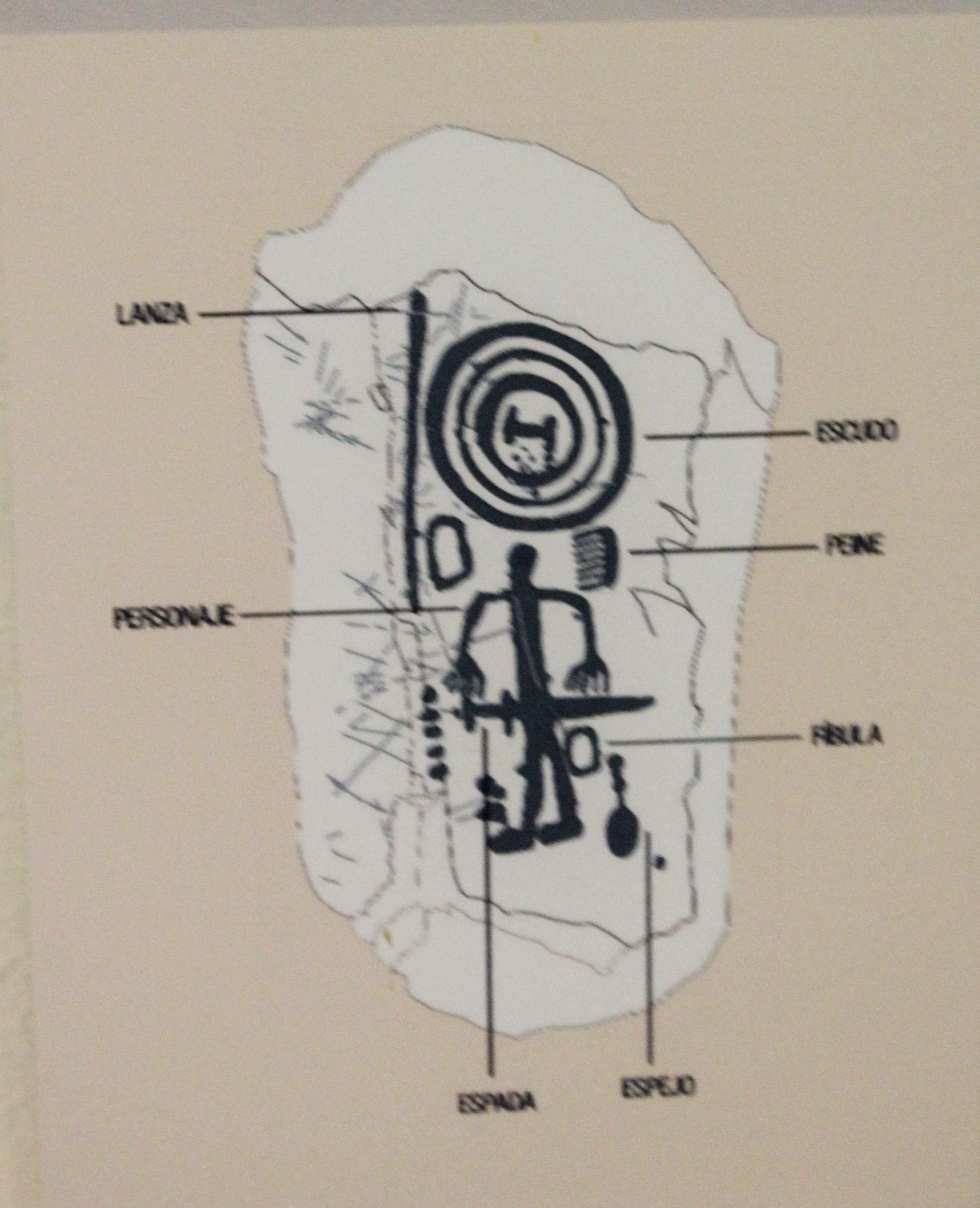
Estela de Cabeza del Buey III

La estela de piedra caliza más bien rectangular, probablemente cortada debajo de la imagen, se encontró junto a la finca El Corchito y la ermita de romería de Nuestra Señora de Belén. Tiene 99 cm de alto, 52 cm de ancho y 21 cm de espesor. Se encuentra en el Museo Arqueológico de la Provincia de Badajoz desde 1975.
Lugar del hallazgo: 38°42′30″N 1°38′10″O / 38.70833, -1.63611. Según informaciones más recientes de José Vicente Triviño Palomo, el hallazgo habría sido en 38°42′15″N 5°19′17″O / 38.70417, -5.32139.

### Grabados
La decoración se realizó con ranuras anchas y profundas. La figura humana, de aspecto algo más belicoso, está en la parte inferior. La cabeza está cubierta de indicios de rostro. Las manos tienen cinco dedos. La espada está en el cuerpo. La ilustración muestra un escudo en el borde superior de la composición con tan solo una muesca en V rudimentaria, tres círculos concéntricos y un mango, junto a él, una lanza. Un peine y un espejo se encuentran a la derecha de la figura. Hay otros elementos que son difíciles de interpretar, que se consideran fíbulas u otros elementos. Falta el carro, en su lugar se muestran cinco puntos redondos que se encuentran en una línea.

## Cabeza del Buey IV

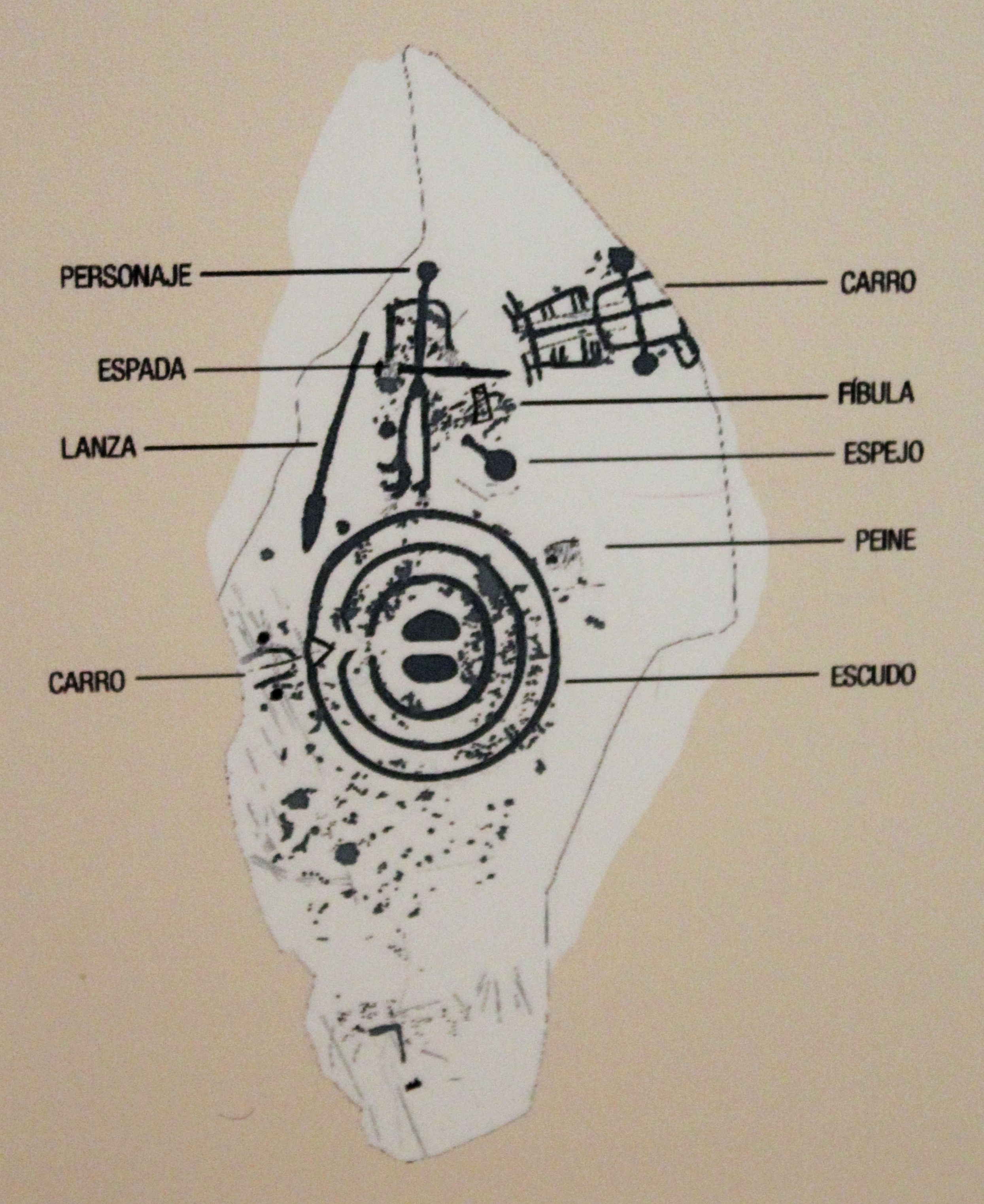
Estela de Cabeza del Buey IV

La estela rectangular de diabasa o diorita, cortada en la parte superior, se encontró junto a Finca Majada Honda. Tiene unos 100 cm de alto, 40 cm de ancho y 20 cm de espesor. Los grabados se realizaron mediante diferentes técnicas. La vista frontal se puede dividir en tres partes:
- arriba cuatro figuras humanas
- en el centro, un carro de dos ruedas con dos animales de tiro y tres figuras más pequeñas a su alrededor
- debajo, una inscripción en escritura tartésica.

Se encuentra en el Museo Arqueológico de la Provincia de Badajoz.
Lugar del hallazgo: 38°44′11″N 5°16′55″O / 38.73639, -5.28194 (según hallazgos más recientes)

### Grabados
Las figuras humanas en la parte superior tienen cabezas redondas, torsos rectangulares y brazos apuntando hacia abajo. Una figura de las grandes y la más pequeña usan cascos con cuernos. Hay otras tres figuras humanas en el área central alrededor del carro. Uno con el brazo derecho levantado, el segundo sosteniendo un objeto circular (quizás un escudo) y la tercera figura, frente al carro, está representada adorando con los brazos levantados, lo que de otra manera no se ve en ninguna de las otras representaciones. El carro está grabado con incisiones claras y profundas. En la parte inferior hay una inscripción incompleta, con letras en posición invertida. Se encontraron fragmentos de estelas con inscripciones similares en Benquerencia, Capilla, Castuera, Quintana, Zalamea de la Serena y Zarza Capilla.

## Cabeza del Buey V
La estela de Cabeza de Buey V, también llamada de El Palacio, fue donada en 2016 al Museo Arqueológico Provincial de Badajoz. Se trata de una roca metamórfica aproximadamente rectangular de unas dimensiones de 115 cm de alto, 78 cm de ancho y 12 cm de espesor. Parece ser que el área grabada se ha conservado en su totalidad, aunque en mal estado. En la parte posterior se han podido contar hasta ocho cazoletas, algo poco habitual en las estelas del sudoeste y que podría indicar una reutilización de la piedra.
Lugar del hallazgo: 38°42′37″N 5°21′54″O / 38.7103, -5.3651

### Grabados
La estela muestra a dos figuras masculinas centrales, la mayor a la derecha y la menor en la parte inferior izquierda del escudo, que no muestra incisión en V, pero sí círculos concéntricos y un umbo central. La figura mayor tiene las manos detalladas con cinco dedos. La figura mayor posee una espada a la cintura con la empuñadura a la derecha indicada por un pomo. Encima hay una lanza de punta triangular. Sobre el hombre derecho se ve una fíbula de codo y debajo de la mano un espejo con un mango novedoso, con dos trazos perpendiculares. Un segundo espejo se puede ver debajo del escudo. En la parte inferior se encuentra un carro, aunque no se aprecian ni el eje, ni las ruedas. En la parte derecha del carro todavía se pueden adivinar los animales de tiro. Las líneas paralelas sobre el hombro izquierdo de la figura principal se han interpretado como un peine o un instrumento musical, y las cazoletas cercanas a los espejos suelen interpretarse como un sistema ponderal.